# クマの魚釣り
『クマの魚釣り』（クマのさかなつり、原題：Hooked Bear）は、ウォルト・ディズニー・プロダクション（現：ウォルト・ディズニー・アニメーション・スタジオ）が製作した1956年4月27日公開のアニメーション短編映画作品。カラー、シネマスコープ。スペシャル・アニメの一作品である。

## 概要
本作及び同年公開の「クマさんの大掃除」はドナルドダックの短編シリーズから派生した作品とみられ、監督も当時ドナルドダック作品を多く手掛けてきたジャック・ハンナが担当している。

ドナルドと共演してきたハンフリーの単独出演作で、オープニングのクレジットも一連のドナルドダック短編のと全く同じ版なのだが、タイトルカードにはキャラクターの名前ではなく「CARTOON」と表記されているためかスペシャル・アニメの一作品として扱われる。

## あらすじ
自然公園では釣りシーズンの真っ盛りで、魚釣りに興じる観光客らで大賑わい。この盛況ぶりに嬉々として魚の養殖に取り掛かる園長を尻目に、観光客達に便乗して魚を獲ろうとしているのはクマのハンフリー。
早速釣り道具を引っさげて釣ろうとするも、園長に「クマならばクマらしく手で獲れ」と窘められる。ならばと稚魚を餌に群がる成魚を捕まえてみるものの、すんでのところで失敗。そこでハンフリーは名案を思いつき、オモチャの船の舵を鮫の背びれに見立てて潜水することで観光客を怖気付かせ、彼らが釣った魚をカゴごと失敬してしまう。獲った魚を貯蔵庫に押し込み、自らもその中に入って頂戴しようとする。
だがそれは魚を池に放流するヘリコプターの貯蔵庫だったため、魚諸共池へと真っ逆さまに落下してしまった。ヘリコプターを操縦して魚を放流し終えた園長だが、合衆国魚類野生生物局のチーフから電話がかかり、釣りのシーズンは前日で終了したことを告げられる。園長は大慌てで客が釣った魚をリリースさせ、「魚釣りのシーズン」に代わって「狩猟解禁」の看板を立てた。

一方のハンフリーは魚を1匹も捕まえられずにショボくれていたがそれも束の間、ハンター達に狙われ必死に逃げ惑うのだった。

## スタッフ
- 製作：ウォルト・ディズニー
- 監督：ジャック・ハンナ
- 脚本：デイブ・ディティージ、アル・ベルティノ
- 音楽：オリバー・ウォレス
- 美術：エール・グレイシー
- 背景：クロード・コーツ
- 原画：ボブ・チャールソン、ビル・ジャスティス、ジョン・シブリー、アル・コー
- 効果：ダン・マクマニュス

## キャスト
| キャラクター | 原語版               | 旧吹き替え版 | 新吹き替え版 |
| ------------ | -------------------- | ------------ | ------------ |
| ハンフリー   | ジミー・マクドナルド | 吉水慶       | 坂東尚樹     |
| 園長         | ビル・トンプソン     | 牛山茂       | 田口昂       |
| ナレーター   | -                    | 江原正士     | -            |